# Лозиська
Лозиська (пол. Łoziska) — село в Польщі, у гміні Лешноволя Пясечинського повіту Мазовецького воєводства.
Населення — 434 особи (2011).
У 1975-1998 роках село належало до Варшавського воєводства.

## Демографія
Демографічна структура станом на 31 березня 2011 року:
|          | Загалом | Допрацездатний вік | Працездатний вік | Постпрацездатний вік |
| -------- | ------- | ------------------ | ---------------- | -------------------- |
| Чоловіки | 207     | 65                 | 131              | 11                   |
| Жінки    | 227     | 68                 | 141              | 18                   |
| Разом    | 434     | 133                | 272              | 29                   |